# Lista över basebolluttryck
Det här är en lista över basebolluttryck. Listan inkluderar inofficiella termer, fraser och andra uttryck, till exempel slanguttryck, som används i baseboll och deras betydelser.

## Bunt
I stället för att svinga slagträt sätter slagmannen bollen i spel genom att stöta bollen ut på plan. En bunt utförs tekniskt så, att slagmannen vrider upp kroppen mot pitchern innan bollen når strikezonen, håller samtidigt slagträt med stort mellanrum mellan händerna och gör en stötande rörelse mot bollen. Bollen går inte långt ut på plan vid bunt, men ger slagmannen större möjlighet att kontrollera dess bana.
Det finns två typer av buntar, sacrifice bunt och bunt for hit. En sacrifice ("uppoffrande") bunt är en bunt med avsikten att avancera löpare på bas, vanligtvis från första till andra bas. En bunt for hit görs vanligast av en snabb spelare med tomma baser och avsikten är att komma ut på bas, eventuellt sedan stjäla andra bas och låta spelare som är bättre slagmän slå in poängen. Skillnaden mellan dem är att vid en sacrifice bunt tar slagmannen längre tid på sig och visar tydligare att han ska bunta än i en bunt for hit. Vinsten är att det är större chans att bollen sätts i spel men förlusten är att han oftare blir bränd.

## Chin music eller bean ball
Ett kast som avsiktligt kastas mot eller nära slagmannens huvud. En baseboll är mycket hård och är inget en spelare vill bli träffad av när den kommer i 160 km/h, allra minst i huvudet. För att rubba slagmannens harmoni används ibland denna mindre sportmannamässiga metod av pitchers. Reglerna ser numera mycket allvarligt på detta beteende och pitchers kan bli varnade, utvisade och avstängda i flera matcher om det händer. Det väcker ofta mycket starka känslor hos spelarna och är den vanligaste orsaken till bench clearing brawls, när båda lagen rusar ut på plan i ett femtiomannatumult/-slagsmål.

## Cleats
Specialskor som används i baseboll. Sulan är försedd med metallblad (cleats), cirka en centimeter långa, som skär ned i gräs och grus och ger ett stadigt grepp för foten. Det förekommer numera även gummicleats (molded cleats) som är snällare mot motståndarna vid slidning.

## Designated hitter
De flesta ligor tillåter en designated hitter (DH), exempelvis American League i Major League Baseball (MLB). En designated hitter är en extra spelare som får slå i stället för en defensiv spelare fortlöpande under matchen, i normala fall i stället för pitchern.

## Double play
Det defensiva laget bränner två löpare i en och samma spelsekvens.

## Hit
En träff på bollen som inte går foul och inte fångas som lyra. Slagmannen måste hinna minst till första bas innan utelaget hinner kasta bollen till den spelare som står på basen och fångar bollen. Kallas även base hit.

## Hit and run
Ett taktiskt spel kommunicerat av tränaren till slagman och löpare. Spelet syftar till att öka chanserna för laget att avancera löparna, till priset av ökad risk för slagmannen att bli bränd vid första bas. Spelarna på bas börjar löpa samtidigt som pitchern påbörjar sin kaströrelse, medan slagmannens uppgift är att till varje pris sätta bollen i spel på marken. Missar slagmannen bollen kan catchern relativt lätt bränna någon av löparna som är på väg att avancera, och slår slagmannen en lyra är det stor risk för en double play eftersom löpare måste tillbaka till den bas de kommer ifrån i sådana fall.

## Hit by pitch
En slagman träffas av bollen på kroppen och får gå till första bas utan att ha träffat bollen med slagträt.

## Homerun
Homerun är ett slag - oftast över outfieldstaketet - som gör att slagmannen kan springa runt alla baser till hemplattan, vilket ger en poäng. Avståndet ska vara cirka 92–108 meter till staketet i de respektive hörnen och cirka 119–133 meter längst ut på centerfield. Om det står spelare på baserna får även de springa hem. Om det står tre spelare på varsin bas innebär det att man får fyra poäng på ett slag, vilket är max. Detta att göra fyra poäng på ett slag kallas en grand slam. Man kan även göra en inside-the-park homerun om man hinner runt alla baserna fastän bollen inte gick ut från plan och fortfarande är i spel. En boll som studsar i marken och sedan hoppar över outfieldstaketet räknas som en double. Slagmannen får då gå till andra bas. En löpare på första bas får en sådan gång gå till tredje bas och spelare på andra bas och tredje bas gör poäng.

## No-hitter
En pitcher kastar en hel match utan att motståndarlaget lyckas slå ett enda godkänt slag. Detta är för pitchers en mycket prestigefull och ovanlig bedrift. Kallas också "no-no".

## Perfect game
En pitcher kastar en hel match utan att motståndarlaget lyckas få ut någon enda spelare på bas via ett godkänt slag, en walk, en error eller på något annat sätt. Endast 24 perfect games har kastats under hela MLB:s historia som går ända tillbaka till 1876. Hur ovanligt och prestigefyllt detta är ska ses mot bakgrund av att varje klubb i MLB spelar 162 matcher per år (plus eventuella slutspelsmatcher), att det är 30 klubbar som spelar i MLB samt att MLB har varit igång i cirka 150 år. Startande pitchers har lyckats med bedriften endast 24 gånger på omkring 480 000 starter. Senast var Domingo Germán den 28 juni 2023. I World Series har en perfect game förekommit endast en gång, 1956. Den som stod för bedriften var Don Larsen.

## Signs (tecken)
Under spelets gång kommunicerar tränaren med spelarna och spelarna mellan varandra via ett enkelt teckenspråk, unikt för varje lag så att motståndarna inte ska förstå innebörden.

## Slide
Eftersom löpare kan brännas genom en tag om de inte har kontakt med någon bas, så slänger löparen sig ofta ned för att bromsa farten ett par meter före basen och glider in i den. Detta görs normalt med fötterna före men ibland även som head first slide. Vid första bas tillåts löparen fortsätta sin löpbana rakt framåt efter att ha vidrört basen och behöver inte glida in, något som minskar skaderisken.

## Squeeze play
För att försöka "krama ur" en poäng ur en situation där det finns en löpare på tredje bas, buntar slagmannen med förväntan att själv bli bränd, medan löparen på tredje bas hinner löpa till hemplattan och göra poäng.

## Suicide squeeze
Löparen på tredje bas börjar löpa i samma ögonblick som pitchern påbörjar sin kaströrelse, vilket gör det högst osannolikt att det defensiva laget kan göra något kast till hemplattan i tid om slagmannen lyckas bunta bollen ut på plan. Skulle slagmannen missa bunten helt blir löparen normalt lätt bränd genom en tag av catchern.

## Tag
När en defensiv spelare bränner en löpare genom att röra löparen med bollen, eller med en hand eller handske i vilken bollen ligger.

## Triple play
Det defensiva laget bränner tre spelare under en och samma spelsekvens (utomordentligt ovanligt).

## Wild pitch
Wild pitch (WP) innebär att pitchern kastar ett kast som inte catchern kan fånga. På en wild pitch kan löpare på bas avancera en eller flera baser och ibland även göra poäng.